# Казневський Михайло Олександрович
Казневський Михайло Олександрович (19 вересня (30 вересня) 1900, Одеса — 5 липня 1984, Київ) — український кінорежисер, театрально-громадський діяч. Заслужений діяч мистецтв України (1960).
Народився 30 вересня 1900 р. в Одесі. Закінчив Одеський музично-драматичний інститут ім. Л. Бетховена (1931).
Працював головним режисером літературного мовлення в Харкові (1931—1935 рр.). У 1935—1938 рр. — художній керівник Державної естради (Київ). У 1936—1938 роках навчався у Олександра Довженка в режисерській лабораторії при Київській кінофабриці. З 1938 по 1941 роки обіймав посаду головного режисера літературно-драматичного сектору Українського радіокомітету (Київ).
Під час Другої світової війни був художним керівником фронтових бригад артистів Північно-Кавказького військового округу, артистичним і художнім керівником Туркменської філармонії (Ашгабат). З 1947 по 1949 рік Михайло Казневський працював художнім керівником Одеської філармонії, у грудні 1948—1952 рр. — заступник голови Комітету зі справ мистецтва УРСР. З 1952 по 1964 роки — старший режисер Головної музичної редакції, головний режисер і художній керівник Київської студії телебачення. Помер 5 липня 1984 р. в Києві.
Автор книги «Телебачення» (К., 1960) та статей у періодичній пресі. Нагороджений орденом «Знак Пошани», медалями. Був членом Спілки кінематографістів України (1965).